# 10319 Тосіхару
10319 Тосіхару (10319 Toshiharu) — астероїд головного поясу, відкритий 11 жовтня 1990 року.
Тіссеранів параметр щодо Юпітера — 3,579.
Названо на честь Тосіхару (яп. としはる(利治) тосіхару).